# Dálmata (cantante)
Fernando Mangual Vázquez (Ponce, Puerto Rico; 29 de febrero de 1980), más conocido como Dálmata, es un cantante, compositor y productor puertorriqueño de reguetón. También es conocido por formar parte del dúo Ñejo & Dálmata.

## Biografía
Fernando Mangual, influenciado por su padre músico, escuchaba la salsa interpretada por artistas como Héctor Lavoe y Rubén Blades. Se mudó a la capital de su país, San Juan (en el norte de Puerto Rico) sin dinero, por lo que trabajó en un estudio de grabación recomendado por amistades. En ese momento le interesaba producir y componer canciones pero no ser intérprete.

Me aburría y hacia parodias de canciones ya existentes y me gustaba….sumaba palabras chistosas para hacer reír al que lo escuchara. Un día fue un productor de renombre y años de experiencia al estudio escuchó una de mis grabaciones y todo cambió.

## Carrera musical

### Con Ñejo & Dálmata
En 2002, conoce a su compañero Ñejo y participó en la producción Fatal Fantassy 3 con las canciones «Estar enamorado» y «Vámonos de aquí» con Ñejo, pero como una simple colaboración, pero al encontrar una química entre ellos, deciden formar un dúo sin dejar sus carreras como solistas y formaron el dúo Ñejo & Dálmata en 2003.[cita requerida]
Debutó como dúo con Ñejo en la producción Ground Zero del 2003 con la canción «Me dijeron que estas suelta». Publican su álbum debut en 2007, el cual se tituló Broke & Famous, el cual alcanzó la posición #8 en la lista Latin Rhythms Albums y la posición #9 en la lista Top Heatseekers de la revista Billboard.
Publicaron su primer EP titulado Special Edition en 2012, el cual contó con 5 canciones, entre ellas contiene la canción «Dile a tu amiga», lanzada originalmente en 2011. En 2013, anunciaron su segundo álbum de estudio Road To Riches, el cual contaría con algunos sencillos que fueron lanzados con anterioridad y canciones nuevas, pero dicho álbum nunca salió.

### Como solista
Debutó en 2002 con la canción «No te hagas la difícil» y «Que empiéze la acción» para la producción Fatal Fantassy 2, participó en producciones como Esto es perreo con las canciones «No te pares» y «Esto es perreo», en producciones como MVP con la canción «Hasta el desmayo», en producciones como Tha Bulbas con la canción «Perro, azótalas» y en el álbum El mundo del Plan B de los cantantes Plan B con la canción «Lento, muévete».
En 2007, publicó el sencillo «Pasarela», el cual alcanzó la posición #48 en el Hot Latin Songs, la posición #35 en el Latin Rhythm Airplay y en la posición #10 en el Latin Tropical Airplay de Billboard. Participó en el álbum Invasion del productor Echo en 2007 con la canción «Como toda una señora», la cual fue una nueva versión de su canción «Mueve esa cola» del 2003, la cual también se hizo conocida y la cual contó con un video musical. Continuó su carrera como solista pero manteniendo su carrera como dúo con su compañero lanzando canciones como «No necesito», «Mujeres talentosas» y «A lo escondio» en 2009, «Maniática», «Entre el humo y el alcohol» y «Eso en 4 no se ve» en 2010 y «Automóvil», «Sexo, sudor y calor» y «Si yo me muero mañana» en 2011.
Comenzó su carrera como solista definitivamente participando en las canciones «Solitaria» con Alkilados en 2012 y «Espina de rosa» con Andy Rivera en 2013.
En 2014, lanzó su primer álbum recopilatorio titulado Dálmata Collection, el cual contó con las colaboraciones de Zion & Lennox. Participó en la canción «La cura» con Pasabordo y publicó el sencillo «Tu romántico» en 2015, el cual formó parte del primer EP del cantante titulado Científico Loco, lanzado el 19 de febrero de 2016.[cita requerida]
Lanzó canciones como «Quiere una aventura», «Mi mundo tú» y participó en la canción «Sutra» del colombiano Sebastián Yatra en 2017. Participó en la canción «Yerba mala» con Andy Rivera y en la canción «Limbo» con el cantante colombiano Pipe Bueno.[cita requerida]
Participó en las canciones «TBT (Remix)» y «XX(Remix)», y lanzó por su propia cuenta canciones como «Secreto entre amigos» y «Belleza latina».
En 2022, en conmemoración a los 10 años de su tema “Dile A Tu Amiga”, Dálmata decide lanzar una nueva versión titulada “D.A.T.A.” en compañía de artistas como,Totoy El Frío y PJ Sin Suela

## Discografía
Álbumes recopilatorios
- 2014: Dálmata Collection

EP
- 2016: Científico Loco
- 2022: HAPPINESS